# ISO 3166-2:JP
ISO 3166-2:RO este un standard al Organizației Internaționale de Standarizare, care definește geocodurile aplicabile pentru Japonia. Este un substandard al standardului general ISO 3166-2.
Fiecare din codurile pentru prefecturile din Japonia este compus din două părți: 
- Prima parte constă din codul ISO 3166-1 pentru Japonia (JP)
- Partea a doua constă dintr-un cod numeric de două cifre (01-47) pentru fiecare prefectură, conform standardului JIS X 0401.

Cele două părți sunt separate printr-o linie.

## Listă de coduri

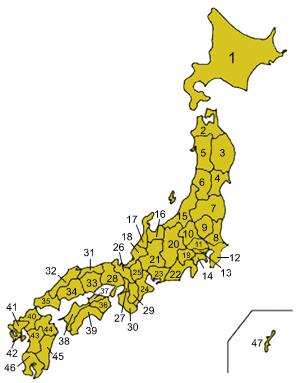
Harta Japoniei indicând cele 47 de prefecturi numerotate cu partea a doua a codului ISO 3166-2.

Denumirile prefecturilor sunt prezentate conform ISO 3602. În paranteze pătrate sunt prezentate denumirile convenționale (în transliterarea Hepburn).
| Prefectura           | Codul |
| -------------------- | ----- |
| Hokkaidô [Hokkaidō]  | JP-01 |
| Aomori               | JP-02 |
| Iwate                | JP-03 |
| Miyagi               | JP-04 |
| Akita                | JP-05 |
| Yamagata             | JP-06 |
| Hukusima [Fukushima] | JP-07 |
| Ibaraki              | JP-08 |
| Totigi [Tochigi]     | JP-09 |
| Gunma                | JP-10 |
| Saitama              | JP-11 |
| Tiba [Chiba]         | JP-12 |
| Tôkyô [Tōkyō]        | JP-13 |
| Kanagawa             | JP-14 |
| Niigata              | JP-15 |
| Toyama               | JP-16 |
| Isikawa [Ishikawa]   | JP-17 |
| Hukui [Fukui]        | JP-18 |
| Yamanasi [Yamanashi] | JP-19 |
| Nagano               | JP-20 |
| Gihu [Gifu]          | JP-21 |
| Sizuoka [Shizuoka]   | JP-22 |
| Aiti [Aichi]         | JP-23 |
| Mie                  | JP-24 |
| Siga [Shiga]         | JP-25 |
| Kyôto [Kyōto]        | JP-26 |
| Ôsaka [Ōsaka]        | JP-27 |
| Hyôgo [Hyōgo]        | JP-28 |
| Nara                 | JP-29 |
| Wakayama             | JP-30 |
| Tottori              | JP-31 |
| Simane [Shimane]     | JP-32 |
| Okayama              | JP-33 |
| Hirosima [Hiroshima] | JP-34 |
| Yamaguti [Yamaguchi] | JP-35 |
| Tokusima [Tokushima] | JP-36 |
| Kagawa               | JP-37 |
| Ehime                | JP-38 |
| Kôti [Kōchi]         | JP-39 |
| Hukuoka [Fukuoka]    | JP-40 |
| Saga                 | JP-41 |
| Nagasaki             | JP-42 |
| Kumamoto             | JP-43 |
| Ôita [Ōita]          | JP-44 |
| Miyazaki             | JP-45 |
| Kagosima [Kagoshima] | JP-46 |
| Okinawa              | JP-47 |